# Sofian Kiyine
Sofian Kiyine (Verviers, 2 de outubro de 1997) é um futebolista profissional belga que atua como meia. Atualmente está no OH Leuven.

## Carreira
Sofian Kiyine começou a carreira no Chievo.